# Giant on the Box
 (juin 2018).
Si vous disposez d'ouvrages ou d'articles de référence ou si vous connaissez des sites web de qualité traitant du thème abordé ici, merci de compléter l'article en donnant les références utiles à sa vérifiabilité et en les liant à la section « Notes et références ».
Albums de Gentle Giant
Prologue
(2003) GG at the GG
(2006)
Giant on the Box est le premier DVD musical officiel du groupe de rock progressif britannique Gentle Giant, sorti en 2004.

## Présentation
Présenté dans un coffret et doté d'une qualité audio et vidéo exceptionnellement haute-fidélité pour l'époque, le DVD contient un concert enregistré en 1974 pour la télévision allemande ZDF, ainsi qu'un concert pour la télévision américaine ABC, filmé à Long Beach (Californie).
Il comprend, également, une vidéo rare du groupe jouant In a Glass House, filmée lors de la tournée européenne de 1974 et enregistrée pour Szene '74, une émission de la chaîne de télévision allemande BRW.
Sont également inclus des compositions originales, des interviews, des photographies du groupe issues de la collection privée du guitariste Gary Green et un menu monté avec des performances de Kerry Minnear (le pianiste du groupe).
Avec ce DVD est fourni un CD reprenant le concert en Allemagne pour la ZDF. Une édition deluxe, sortie l'année suivante, ajoute à ce CD, en bonus, la prestation de Long Beach pour ABC.

## Liste des titres

### DVD
| No  | Titre | Durée |
| --- | --- | ----- |
|     | Sunday Concert pour la télévision allemande ZDF (1974)'                                                      | 50:28 |
| 1.  | Cogs In Cogs                                                                                                 |       |
| 2.  | Proclamation                                                                                                 |       |
| 3.  | Funny Ways                                                                                                   |       |
| 4.  | The Runaway                                                                                                  |       |
| 5.  | Experience                                                                                                   |       |
| 6.  | Features From Octopus                                                                                        |       |
| 7.  | Advent Of Panurge                                                                                            |       |
| 8.  | So Sincere                                                                                                   |       |
|     | 'Concert spécial pour la télévision américaine ABC, enregistré au Terrace Theatre à Long Beach (Californie)' | 30:47 |
| 9.  | Experience                                                                                                   |       |
| 10. | Features From Octopus                                                                                        |       |
| 11. | Advent Of Panurge                                                                                            |       |
| 12. | Funny Ways                                                                                                   |       |
|     | Szene '74 pour la télévision allemande BRW'                                                                  | 3:08  |
| 13. | Guitar and Drums from "In A Glass House"                                                                     |       |
|     | 'Extras' | 22:24 |
| 14. | Baroque & Roll (pour la télévision italienne, avec des images en live et des interviews)                     |       |
| 15. | Photo Gallery                                                                                                |       |

### CD
| Disque CD bonus : Sunday Concert, pour la télévision allemande ZDF (1974) | Disque CD bonus : Sunday Concert, pour la télévision allemande ZDF (1974) | Disque CD bonus : Sunday Concert, pour la télévision allemande ZDF (1974) | Disque CD bonus : Sunday Concert, pour la télévision allemande ZDF (1974) | Disque CD bonus : Sunday Concert, pour la télévision allemande ZDF (1974) | Disque CD bonus : Sunday Concert, pour la télévision allemande ZDF (1974) | Disque CD bonus : Sunday Concert, pour la télévision allemande ZDF (1974) | Disque CD bonus : Sunday Concert, pour la télévision allemande ZDF (1974) | Disque CD bonus : Sunday Concert, pour la télévision allemande ZDF (1974) | Disque CD bonus : Sunday Concert, pour la télévision allemande ZDF (1974) |
| No                                                                        | Titre                                                                     | Durée                                                                     |                                                                           |                                                                           |                                                                           |                                                                           |                                                                           |                                                                           |                                                                           |
| ------------------------------------------------------------------------- | ------------------------------------------------------------------------- | ------------------------------------------------------------------------- | ------------------------------------------------------------------------- | ------------------------------------------------------------------------- | ------------------------------------------------------------------------- | ------------------------------------------------------------------------- | ------------------------------------------------------------------------- | ------------------------------------------------------------------------- | ------------------------------------------------------------------------- |
| 1.                                                                        | Cogs In Cogs                                                              | 3:18                                                                      |                                                                           |                                                                           |                                                                           |                                                                           |                                                                           |                                                                           |                                                                           |
| 2.                                                                        | Proclamation                                                              | 4:54                                                                      |                                                                           |                                                                           |                                                                           |                                                                           |                                                                           |                                                                           |                                                                           |
| 3.                                                                        | Funny Ways                                                                | 8:41                                                                      |                                                                           |                                                                           |                                                                           |                                                                           |                                                                           |                                                                           |                                                                           |
| 4.                                                                        | The Runaway                                                               | 4:19                                                                      |                                                                           |                                                                           |                                                                           |                                                                           |                                                                           |                                                                           |                                                                           |
| 5.                                                                        | Experience                                                                | 5:48                                                                      |                                                                           |                                                                           |                                                                           |                                                                           |                                                                           |                                                                           |                                                                           |
| 6.                                                                        | Features from Octopus                                                     | 7:08                                                                      |                                                                           |                                                                           |                                                                           |                                                                           |                                                                           |                                                                           |                                                                           |
| 7.                                                                        | Advent of Panurge                                                         | 6:22                                                                      |                                                                           |                                                                           |                                                                           |                                                                           |                                                                           |                                                                           |                                                                           |
| 8.                                                                        | So Sincere                                                                | 9:48                                                                      |                                                                           |                                                                           |                                                                           |                                                                           |                                                                           |                                                                           |                                                                           |
| 50:28                                                                     |                                                                           |                                                                           |                                                                           |                                                                           |                                                                           |                                                                           |                                                                           |                                                                           |                                                                           |

| Titres bonus - Édition deluxe : Concert pour la télévision américaine, Terrace Theatre, Long Beach (Californie) | Titres bonus - Édition deluxe : Concert pour la télévision américaine, Terrace Theatre, Long Beach (Californie) | Titres bonus - Édition deluxe : Concert pour la télévision américaine, Terrace Theatre, Long Beach (Californie) | Titres bonus - Édition deluxe : Concert pour la télévision américaine, Terrace Theatre, Long Beach (Californie) | Titres bonus - Édition deluxe : Concert pour la télévision américaine, Terrace Theatre, Long Beach (Californie) | Titres bonus - Édition deluxe : Concert pour la télévision américaine, Terrace Theatre, Long Beach (Californie) | Titres bonus - Édition deluxe : Concert pour la télévision américaine, Terrace Theatre, Long Beach (Californie) | Titres bonus - Édition deluxe : Concert pour la télévision américaine, Terrace Theatre, Long Beach (Californie) | Titres bonus - Édition deluxe : Concert pour la télévision américaine, Terrace Theatre, Long Beach (Californie) | Titres bonus - Édition deluxe : Concert pour la télévision américaine, Terrace Theatre, Long Beach (Californie) |
| No | Titre | Durée | | | | | | | |
| --- | --- | --- | --- | --- | --- | --- | --- | --- | --- |
| 9. | Experience | 6:30 | | | | | | | |
| 10. | Features from Octopus                                                                                           | 7:03 | | | | | | | |
| 11. | Advent of Panurge                                                                                               | 6:33 | | | | | | | |
| 12. | Funny Ways | 8:10 | | | | | | | |
| 78:34 | | | | | | | | | |

## Membres du groupe
- Derek Shulman : chant, saxophone, flûte à bec, basse, percussions
- Ray Shulman : basse, guitare, violon, flûte à bec, percussions, chant
- Kerry Minnear : claviers, flûte à bec, percussions, chant
- Gary Green : guitares, flûte à bec, percussions, chant
- John Weathers : batterie, percussions